# Vilenas Vadapalas
Vilenas Vadapalas (* 1954 in der Litauischen SSR) ist ein litauischer Völkerrechtler und ehemaliger Verwaltungsjurist sowie Richter.

## Leben
Vadapalas absolvierte das Diplomstudium der Rechtswissenschaften an der Universität Vilnius und promovierte an der Universität Moskau und habilitierte sich an der Universität Warschau.
Er arbeitete als Assistent, wissenschaftlicher Mitarbeiter, Dozent und Professor an der Universität Vilnius (Lehrbefugnis für Völkerrecht seit 1981, für Menschenrechte seit 1991 und für EU-Recht seit 2000).
Er war Generaldirektor von „Departament für Europarecht am Justizministerium der Republik Litauen“, Inhaber des Jean-Monnet-Lehrstuhls,  Präsident der litauischen Vereinigung für Studien zur Europäischen Union; Präsident der parlamentarischen Arbeitsgruppe für die Verfassungsreform im Zusammenhang mit dem Beitritt Litauens, Mitglied der Internationalen Juristen-Kommission (April 2003); Sachverständiger des Europarats für Fragen der Vereinbarkeit nationaler Rechtsvorschriften mit der Europäischen Menschenrechtskonvention.
Von Mai 2004 bis August 2013 war er Richter am Gericht der Europäischen Union.